# Океани (фільм)
«Океани» (фр. Océans) — документальний природничий фільм про жителів підводного світу Жака Перрена («Птахи» та «Мікрокосмос»). Перелік місць, в яких велися знімальні роботи, нараховує 54 країни: Японія і Аргентина, Індонезія і Мозамбік, США від Аляски до Каліфорнії та Антарктида, Гваделупа і Єгипет, Австралія та Індонезія, Французька Гвіана і Французька Полінезія, Венесуела і Нова Зеландія. Картина не має аналогів. Фільм об'єднав десятки організацій: роботі над фільмом сприяли Європейське космічне агентство, Військово-морський флот Франції, Міноборони Франції, загін консультантів-океанологів, наукові інститути різних країн.
Картина створена за допомогою новітніх розробок і революційних технологій. Спеціально для неї були сконструйовані 12-кілограмові камери-міні-гелікоптери для зйомок птахів, стабілізатори на базі військових технологій, розроблені спільно з французьким Міноборони, нові дистанційні камери, створені конструкторами французького ВМФ, кіностудія на дні океану розміром 100 на 40 метрів, з освітленням спеціально для нічних зйомок, та багато іншого.
«Океани» вийшли в прокат 22 квітня 2009 р. та потрапили в «Top 10», як найбільш касових фільмів вікенду у США і Канаді. За 4 дні прокату картина зібрала 8530 тис. доларів (1206 кінотеатрів). Фільм також став чемпіоном по зборах і у Франції — 4,272,820 євро. У прокаті США «Океани» обігнали комедію «Запасний план / The Back-up Plan» з Дженніфер Лопес у головній ролі.
Бюджет фільму — 50 млн євро, у зйомках брало участь 15 кінооператорів, які відзняли понад 500 годин плівки. На підготовку зйомок пішло більше ніж 2 роки, та 3,5 роки — на самі зйомки.
Фільм «Океани» вийшов в український прокат 14 жовтня. Організаторами показу фільму «Океани» в Україні виступили Інвестиційно-фінансова група ТАС і компанія Артхаус Трафік.